# بندقية تشيكوف

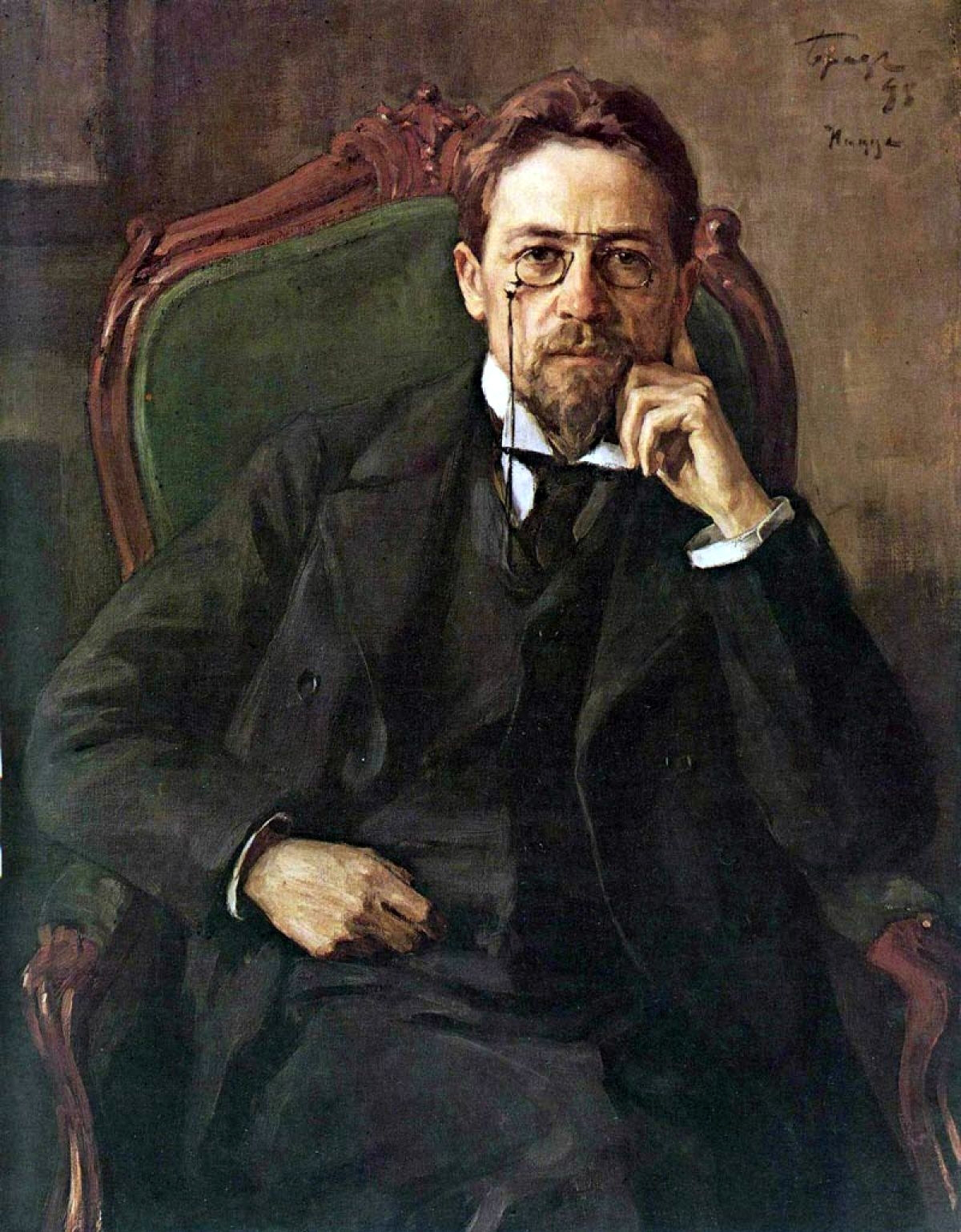

بندقية تشيخوف ((بالروسية: Чеховское ружьё)‏) هو مبدأ دراماتيكي ينص على أن كل عنصر في القصة يجب أن يكون ضروريًا، ويجب إزالة العناصر التي ليست لها صلة. العناصر يجب أن لا تظهر لتقدم «وعودًا زائفة» وتبقى غير فعالةٍ أبدًا. وقد وردت العبارة مع بعض الاختلاف عددة مرات في رسائل أنطون تشيخوف،
- «قم بإزالة الاشياء جميعها التي ليست له صلة بالقصة. فإن ذكرت في الفصل الأول أن هناك بندقيةً معلقةُ على الحائط، حقًا يجب ان تستعمل البندقية إما في الفصل الثاني أو الثالث. يجب أن لا تبقى معلقةً هناك إذا لم يجري إطلاقها.»
- في رسالة تشيخوف إلى ألكسندر سيمينوفيتش لازاريف (اسم مستعار لـ إيه إس غوزبنسكي)، في1 تشرين الثاني 1889يقول «لا يمكن للمرء وضع بندقية مملوءة بالرصاص على المسرح إذ لم ينو استعمالها. من الخطأ تقديم وعود لا تستطيع الوفاء بها» «البندقية» هنا هي المونولوج اعتبره تشيخوف غير ضروري وغير مرتبط ببقية المسرحية.
- من ذكريات غورلياند لـ إيه بي تشيكوف، المنشورة في Teatr i iskusstvo، عام 1904 رقم 28، 11 يوليو، صفحة 521. إذا قمت بتعليق مسدس على الحائط، فينبغي إطلاقه. وإلا فلا تضعه هناك ".

قام إرنست همنجواي بانتقاد التفسير الذي يقده مدرسو اللغة الإنجليز للمبدأ ويقدم في مقالته «فن القصة القصيرة» مثالاً لشخصيتين في قصته القصيرة " fifty Grand" يذكران مرةً واحدةً لكنهما لم يذكرا مرةً أخرى في القصة.
قيم همنجواي التفاصيل غيرالمنطقية لكنه أذعن أن القراء حتمًا سوف يبحثون عن أهمية هذه التفاصيل غير المنطقية ورمزيتها.
- استشراف الأحداث المستقبلية، أسلوب لسرد الأحداث يستخدم للتلميح إلى ما هو أتٍ، لإثارة الاهتمام أو الحماية من خيبة الأمل.
- حدث ماكغوفن هو أسلوب لدفع الأحداث، يكون ضروريًا لتحريك الحبكة في الشخصيات لكنه بحد ذاته ليس له صلة وغيرمهم وغير ضروري
- الرنجة الحمراء أسلوب لفت الانتباه إلى عنصر معين للتضليل
- قصة الكلب الأشعث، وهي حكاية طويلة مصممة لإغراء الجمهور إلى إحساس زائف بالأمل، فقط لإحباطهم في النهاية عن طريق نهاية مضادة للتأثير أو حدث غير متوقع يسبب صدمة.

1. ↑  "معلومات عن بندقية تشيكوف على موقع fandom.com". fandom.com. مؤرشف من الأصل في 2021-01-12.